# ロシアン・ルーレット (アクセプトのアルバム)
『ロシアン・ルーレット』（Russian Roulette）は、ドイツのヘヴィメタル・バンド、アクセプトが1986年に発表した7作目のスタジオ・アルバム。本作発表後のツアーを最後に、ウド・ダークシュナイダーがバンドを脱退してU.D.O.を結成するが、1992年の再結成でバンドに復帰する。

## 背景
バンドのセルフ・プロデュース体制で制作された。ウルフ・ホフマンは2002年のインタビューで、前スタジオ・アルバム『メタル・ハート』（1985年）におけるディーター・ダークスの音作りを「上品でクリーン」と評し、「『ボールズ・トゥ・ザ・ウォール』の時のように自分達でプロデュースして、もっとアクセプトのスピリットを取り込みたいと思った」と語っている。

## 反響・評価
母国ドイツのアルバム・チャートでは5位に達し、自身初のトップ10入りを果たす。また、日本のオリコンLPチャートでは26位に達し、初のトップ30入りを果たした。一方、アメリカでは前2作ほどの成功は収められず、Billboard 200においてトップ100入りを逃す結果となった。
Eduardo Rivadaviaはオールミュージックにおいて5点満点中2.5点を付け「序盤の数曲は十分に期待させてくれるが、その後のよりメロディックな実験は、とても無理がありわざとらしく響く」と評している。一方、The Metal Observerのレビューでは10点満点が与えられて「ドラマティックな曲構成、コサックのようなクワイア、痛烈なリフ、ウルフ・ホフマンのギターによる魅惑的なソロ、正確なドラムが築き上げる砦、スイスのぜんまい仕掛けのようなリズム・セクション、それに絶好調のウドといった具合に、アクセプトを代表する要素すべてが見事に束ねられている」と評されている。

## 収録曲
全曲ともアクセプトとデフィの共作。
1. T.V.ウォー "T.V. War" – 3:27
2. メタル・モンスター "Monsterman" – 3:25
3. ロシアン・ルーレット "Russian Roulette" – 5:22
4. イッツ・ハード "It's Hard to Find a Way" – 4:19
5. エイミング・ハイ "Aiming High" – 4:26
6. ヘヴン・イズ・ヘル "Heaven Is Hell" – 7:12
7. アナザー・セカンド "Another Second to Be" – 3:19
8. イン・ザ・シャドウ "Walking in the Shadow" – 4:27
9. マン・イナフ・トゥ・クライ "Man Enough to Cry" – 3:14
10. スタンド・タイト "Stand Tight" – 4:06

## 参加ミュージシャン
- ウド・ダークシュナイダー - ボーカル
- ウルフ・ホフマン - ギター
- ヨルグ・フィッシャー - ギター
- ピーター・バルテス - ベース
- ステファン・カウフマン - ドラムス